# Darevskia raddei
Darevskia raddei es una especie de lagarto del género Darevskia, familia Lacertidae. Fue descrita científicamente por Boettger en 1892.
Habita en Armenia, sur de Azerbaiyán, noroeste de Irán, sur de la República de Georgia (pequeño Cáucaso oriental), noreste de Turquía (región de Kars y este del lago de Van). Esta especie puede medir 102-110 mm y su parte dorsal se compone de 50-55 escamas.
D. raddei se encuentra en altitudes de 600 a 2500 metros (2000 a 8200 pies) en una variedad de hábitats que incluyen bosques, matorrales, pastizales y áreas rocosas.